# نوک‌شاخ نوک‌سرخ جنوبی
 نوک‌شاخ نوک‌سرخ جنوبی (نام علمی: Tockus rufirostris) نام یک گونه از تیره نوک‌شاخ است.